# サングエサ
サングエサ（スペイン語: Sangüesa）またはサンゴサ（バスク語: Zangoza）は、スペイン・ナバーラ州のムニシピオ（基礎自治体）。公式名はスペイン語とバスク語の名称をスラッシュで区切って併記したSangüesa / Zangoza（サングエサ / サンゴサ）。ナバーラ王国時代、国内に5つあったメリンダ（Merindades de Navarra、県に相当）のひとつの首都となっていた。

## 地理
サンティアゴ・デ・コンポステーラの巡礼路の途上にある。フランスから、ピレネー山脈のソンポール峠を越え、ハカを経てサングエサに到達する。さらに西進すると、フランスからロンスヴォー峠（ロンセスバーリェス峠）を越えてスペインに入ったルートとプエンテ・ラ・レイナで合流する。
| 地区         | 2014年人口 | 中心地からの距離 | 地図 |
| ------------ | ---------- | ---------------- | ---- |
| ガバルデラル | 144        | 4.7              |      |
| ロカフォルテ | 42         | 1.2              |      |
| サングエサ   | 4,894      | 0                |      |
| 合計         | 5,078      |                  |      |

## 人口
2009年の調査による人口は5,078人であり、男性が2,680人、女性が2,574人だった。人口順ではナバーラ州で21番目であり、人口密度は74.64km2だった。19歳以下が20.46%、20歳-39歳が26.85%、40歳-59歳が27.7%、60歳以上が24.99%だった。
| サングエサの人口推移 1900－2010                         |
|                                                         |
| 出典:INE（スペイン国立統計局）1900年 - 1991年、1996年 - |

## 政治

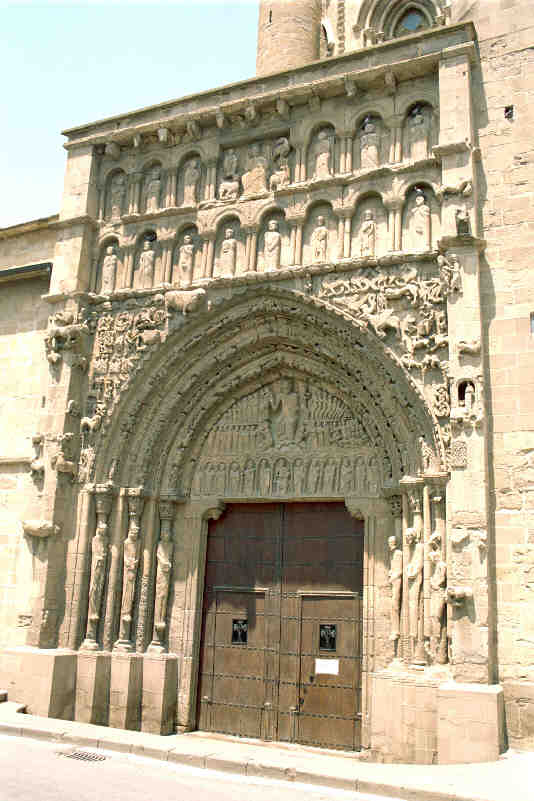
サンタ・マリア・ラ・レアル教会の南側のポルタ―ユに残る彫刻

サングエサの行政は、4年ごとに行われる市議会議員選挙で当選した市議会議員を介して行われる。選挙権は18歳以上の住民すべてに与えられる。スペインでは自治体の人口に応じて議員定数が定められており、サングエサの議員定数は13である。議会はサングエサのマヨール通りに所在している。
2011年の地方選挙では、サングエサ進歩主義者連合 (APS)が40.36%の得票で6議席を獲得し、サン・セバスティアン独立連合 (AISS)が30.34%の得票で5議席を獲得した。さらにふたつの政党、ビルドゥとナバーラ社会党が1議席を獲得している。
| 政党                                    | 2011年選挙 | 2011年選挙 | 2007年選挙 | 2007年選挙 |
| 政党                                    | 得票率     | 議席数     | 得票率     | 議席数     |
| --------------------------------------- | ---------- | ---------- | ---------- | ---------- |
| サングエサ進歩主義者連合 (APS)          | 40,36%     | 6          | -          | -          |
| サン・セバスティアン無所属者連合 (AISS) | 30,34%     | 5          | 46,39%     | 7          |
| ビルドゥ                                | 10,49%     | 1          | -          | -          |
| ナバーラ社会党 (PSN-PSOE)               | 6,28%      | 1          | 12,63%     | 2          |
| ナバーラ左翼連合 (IUN-NEB)              | -          | -          | 16,46%     | 2          |
| ナファロア・バイ (Na-Bai)               | -          | -          | 11,62%     | 1          |
| バスク民族主義者行動 (EAE-ANV)          | -          | -          | 10,78%     | 1          |

| サングエサ市長 | サングエサ市長                                     | サングエサ市長                         |
| 在任期間       | 名前                                               | 政党                                   |
| -------------- | -------------------------------------------------- | -------------------------------------- |
| 1979-1983      | ハビエル・ルイス・デル・カスティーリョ・バンドレス | サン・セバスティアン独立グループ(GISS) |
| 1983-1987      | ハビエル・ルイス・デル・カスティーリョ・バンドレス | サン・セバスティアン独立グループ(GISS) |
| 1987-1991      | ハビエル・ルイス・デル・カスティーリョ・バンドレス | サン・セバスティアン独立グループ(GISS) |
| 1991-1995      | ハビエル・ルイス・デル・カスティーリョ・バンドレス | サン・セバスティアン独立グループ(GISS) |
| 1995-1999      | アグスティン・ナバリャス・エチャルテ               | サン・セバスティアン独立グループ(GISS) |
| 1999-2003      | ホセ・ダニエル・プラーノ・イサギーレ               | サン・セバスティアン独立連合(AISS)     |
| 2003-2007      | ホセ・ルイス・ロレンソ・エルバス                   | ナバーラ社会党(PSN-PSOE)               |
| 2007-2011      | エスキサベル・スエスクン・ウアルデ                 | サン・セバスティアン独立連合(AISS)     |
| 2011-          | アンヘル・マリア・ナバリャス・エチャルテ           | サングエサ進歩主義者連合(APS)          |